# Francisco Vera
Francisco Miguel Vera González, noto semplicemente come Francisco Vera (Minga Guazú, 21 maggio 1994), è un ex calciatore paraguaiano, di ruolo attaccante.

## Caratteristiche tecniche
È un centravanti.

## Carriera

### Club
Cresciuto nel settore giovanile del Rubio Ñu, ha esordito in prima squadra il 27 novembre 2017 in occasione del match di División Profesional vinto 1-0 contro lo Sportivo Trinidense.
Nel 2015 è stato acquistato dal Benfica, che lo ha integrato nella seconda squadra. Al termine della stagione colleziona 17 presenze andando a segno una sola volta.
Dopo un prestito semestrale al Fénix, nel gennaio 2016 fa ritorno a titolo definitivo al Rubio Ñu.
L'11 marzo 2018 si trasferisce al Petrolero (Y).